# Hamnfärjan II
Die Hamnfärjan II ist eine schwedische Personenfähre. Sie verkehrte bis 1985 planmäßig in Marstrand, einer Kleinstadt in der Provinz Västra Götalands län, zwischen den Inseln Koön und Marstrandsön. Auf Grund ihres Aussehens wird sie als Spårvagnen (deutsch Straßenbahn) bezeichnet.

## Geschichte
Das Schiff wurde 1948 auf der Werft von Gösta Johansson in Kungsviken auf Orust gebaut und ersetzte die 1913 von August Svenningsson für Marstrands Mekaniska Verkstad gebaute ähnliche Hamnfärjan I, die bis 1960 in Betrieb war, ab 1948 meist im Winter. 1958 wurde der ursprüngliche Aufbau aus Holz durch Aluminium ersetzt. 1986 sollte die Fähre verschrottet werden. Es bildete sich jedoch der Verein Färjans Vänner, der das Schiff von der Kommune geschenkt erhielt.
Hamnfärjan II wird elektrisch betrieben. 40 zusammengeschaltete Batterien mit einer Gesamtspannung von 80 Volt werden an den zwei Anlegestellen der Fähre automatisch geladen. Das Schiff kann mit voll geladenen Batterien etwa acht bis zehn Stunden fahren.
Sie wird durch den gemeinnützigen Verein Färjans Vänner erhalten. Sie wurde zwischen 1996 und 1999 renoviert, am 3. Juli 1999 wieder in Betrieb genommen, und dient als Reservefähre für die regelmäßig verkehrende Autofähre (Linfärjan) Lasse-Maja.
Hamnfärjan II erhielt 2013 von Kulturmärkning i Sverige das k-Zeichen, das sie als Kulturdenkmal ausweist, das jedoch bei Bedarf nicht im originalen Zustand erhalten werden muss.